# Bříšťany
Bříšťany är en ort i Tjeckien. Den ligger i den centrala delen av landet, 90 km öster om huvudstaden Prag. Bříšťany ligger 263 meter över havet och antalet invånare är 215.
Terrängen runt Bříšťany är platt.Runt Bříšťany är det ganska tätbefolkat, med 60 invånare per kvadratkilometer. Närmaste större samhälle är Hradec Králové, 19,2 km sydost om Bříšťany. Trakten runt Bříšťany består till största delen av jordbruksmark.